# Tanya Haden
Tanya Haden (Nueva York, 11 de octubre de 1971) es una artista, cantante y violonchelista estadounidense. Es una de las tres hijas del contrabajista de jazz Charlie Haden. Actualmente está casada con el actor, comediante y músico Jack Black.

## Biografía
Nacida en la ciudad de Nueva York, Haden fue miembro de varias bandas, entre ellas Let's Go Sailing, y es la creadora del espectáculo de marionetas Imaginary Bear. Ha contribuido en las grabaciones de varios músicos de Los Ángeles, entre los que se incluyen las voces y el violonchelo del EP de la banda Par Avion, Pop Music United. Es hija del contrabajista de jazz Charlie Haden, hermana trilliza de la bajista Rachel Haden y de la violinista Petra Haden, con quienes ha actuado en el trío The Haden Triplets. También es hermana del músico Josh Haden, líder del grupo de rock Spain.
Obtuvo su maestría en el Instituto de Artes de California, donde se especializó en animación experimental. Continuó su trabajo en las artes visuales exponiendo en varias muestras y galerías. En 2015, Haden exhibió sus obras en la Galería Rosamund Felsen.

## Plano personal
Haden se casó con el actor Jack Black el 14 de marzo de 2006, en Big Sur, California. Dio a luz a su primer hijo, un niño llamado Samuel Jason Black el 10 de junio de 2006 en el centro médico Cedars-Sinai de Los Ángeles. Conoció a Jack Black cuando eran estudiantes de la Crossroads School, una escuela secundaria privada de Santa Mónica. Aunque los dos asistieron juntos a la escuela secundaria privada, no empezaron a salir hasta la primavera de 2005. En enero de 2008, Black anunció que Haden estaba esperando su segundo hijo, llamado Thomas David Black y nacido el 23 de mayo de 2008.